# Himnusz
Himnusz (”Hymn”) är Ungerns nationalsång. Texten börjar med orden Isten, áldd meg a magyart (Uttal), ”Gud välsigne ungraren”.
Den antogs som den officiella nationalsången redan 1844. Texten är skriven av Ferenc Kölcsey och melodin komponerad av Ferenc Erkel. Vid ceremonier brukar man alltid bara sjunga första versen.
Det finns även en inofficiell nationalsång, Szózat, som börjar Hazádnak rendületlenül légy híve óh magyar (Var orubbligt trogen ditt hemland, o ungrare).